# Ronald Colman
Pour les articles homonymes, voir Colman.
Ronald Colman est un acteur et scénariste britannique, né le 9 février 1891 à Richmond (Royaume-Uni) et mort le 19 mai 1958 à Santa Barbara (Californie).

## Biographie

### Vie personnelle
Né Roland Charles Colman en Angleterre, à Richmond (Surrey), il fait des études à Littlehampton où il découvre le théâtre. Il souhaite faire des études d'ingénieur à Cambridge, mais la mort soudaine de son père en 1907 rend ce projet financièrement impossible.
En 1909, il rejoint le London Scottish Regiment et est ensuite parmi les premiers soldats de la Territorial Army à se battre lors de la Première Guerre mondiale. Il combat aux côtés d'autres acteurs (Claude Rains, Basil Rathbone...). Le 31 octobre 1914, à la Première bataille d'Ypres, il est gravement blessé à la cheville par un shrapnel qui le fait ensuite boiter, défaut qu'il cherche à cacher tout au long de sa carrière. Il est démobilisé pour invalidité en 1915.
Il épouse en secondes noces l'actrice britannique Benita Hume (1938-1958), qui arrête sa carrière pour lui, puis, à sa mort, se remarie avec l'acteur britannique George Sanders (1959-1967). Ils ont eu une fille, Juliet Benita Colman (née en 1944), qui a publié en 1975 la biographie de son père : Ronald Colman: A Very Private Person.
Il meurt le 19 mai 1958 à Santa Barbara (Californie) d'emphysème.

### Carrière

#### Théâtre
Il devient acteur amateur dès 1908-09 et fait sa première apparition sur une scène professionnelle en 1914.
Blessé au combat durant la Grande Guerre, il a suffisamment récupéré pour apparaître au London Coliseum le 19 juin 1916, dans le rôle du sheikh Rahmat dans The Maharani of Arakan, avec Lena Ashwell, puis dans d'autres pièces au Playhouse Theatre, au Royal Court Theatre, à l'Ambassadors Theatre, ou en tournée.
En 1920, Colman part aux États-Unis, et tourne avec Robert Warwick dans The Dauntless Three, puis avec Fay Bainter dans East is West. Au Booth Theatre (New York), il joue par exemple en 1921 dans la pièce de William Archer The Green Goddess, avec George Arliss, puis au 39th Street Theatre dans The Nightcap. En 1922, à New York, il a un grand succès dans le rôle d'Alain Sergyll dans la pièce La Tendresse.

#### Cinéma
Ronald Colman commence le cinéma en Angleterre dès 1917 dans des films de Cecil Hepworth. Alors qu'il joue à New-York La Tendresse, il est remarqué par Henry King, qui l'engage pour jouer le rôle principal de son film Dans les laves du Vésuve (The White Sister), avec Lillian Gish, film qui a un succès immédiat. Ensuite Colman abandonne quasiment la scène pour le cinéma et devient une vedette très populaire. Vers la fin de l'époque du muet, il forme un tandem avec l'actrice hongroise Vilma Bánky dans des productions de Samuel Goldwyn, où ils rivalisent de popularité avec le duo Greta Garbo et John Gilbert.
Malgré son succès, il ne peut faire valoir avant l'avènement du parlant un de ses principaux atouts, « sa voix cultivée et joliment modulée ». Son premier grand succès dans le cinéma parlant arrive en 1930, lorsqu'il est nommé pour les Oscars en tant que Meilleur acteur pour deux films Condamné et Bulldog Drummond.

## Filmographie

### Acteur
- 1917 : The Live Wire
- 1919 : Snow in the Desert : Rupert Sylvester
- 1919 : A Daughter of Eve : petit rôle
- 1919 : Sheba : petit rôle
- 1919 : The Toilers : Bob
- 1920 : Anna the Adventuress : Brendan
- 1920 : A Son of David : Maurice Phillips
- 1920 : The Black Spider : Vicomte de Beaurais
- 1921 : Handcuffs or Kisses (en) de George Archainbaud : Lodyard
- 1923 : Dans les laves du Vésuve (The White Sister) de Henry King : Capitaine Giovanni Severini
- 1923 : La Ville éternelle (The Eternal City) de George Fitzmaurice  : Extra
- 1924 : Twenty Dollars a Week (en) de F. Harmon Weight : Chester Reeves
- 1924 : Tarnish (en) de George Fitzmaurice : Emmet Carr
- 1924 : Mon cœur et mes millions (Her Night of Romance) de Sidney Franklin : Paul Menford
- 1924 : Romola de Henry King : Carlo Bucellini
- 1925 : A Thief in Paradise (en) de George Fitzmaurice : Maurice Blake
- 1925 : Une femme très sport (The Sporting Venus) de Marshall Neilan : Donald MacAllan
- 1925 : La Flamme victorieuse (His Supreme Moment) de George Fitzmaurice : John Douglas
- 1925 : Sa sœur de Paris (Her Sister from Paris) de Sidney Franklin : Joseph Weyringer
- 1925 : L'Ange des ténèbres (The Dark Angel) de George Fitzmaurice : Capitaine Alan Trent
- 1925 : Le Sublime Sacrifice de Stella Dallas (Stella Dallas) d'Henry King : Stephen Dallas
- 1925 : L'Éventail de lady Windermere (Lady Windermere's Fan) d'Ernst Lubitsch: Lord Darlington
- 1926 : Kiki de Clarence Brown : Victor Renal
- 1926 : Beau Geste de Herbert Brenon : Michael 'Beau' Geste
- 1926 : La Conquête de Barbara Worth (The Winning of Barbara Worth) de Henry King : Willard Holmes
- 1927 : La Nuit d'amour (The Night of Love) de George Fitzmaurice : Montero
- 1927 : La Flamme d'amour (The Magic Flame) de Henry King : Tito le Clown / le comte
- 1928 : Le Masque de cuir (Two Lovers) de Fred Niblo : Mark Van Rycke
- 1929 : Le Forban (The Rescue) de Herbert Brenon : Tom Lingard
- 1929 : Bulldog Drummond de F. Richard Jones : Capt. Hugh 'Bulldog' Drummond
- 1929 : Condamné (Condemned!) de Wesley Ruggles : Michel
- 1930 : Raffles de George Fitzmaurice : Arthur J. Raffles
- 1930 : The Devil to Pay! : Willie Hale
- 1931 : Le Jardin impie (The Unholy Garden) de George Fitzmaurice : Barrington Hunt
- 1931 : Arrowsmith de John Ford : Dr. Martin Arrowsmith
- 1932 : Cynara de King Vidor : Jim Warlock
- 1933 : The Masquerader (en) de Richard Wllace : Sir John Chilcote / John Loder, son cousin
- 1934 : Le Retour de Bulldog Drummond (Bulldog Drummond Strikes Back) de Roy Del Ruth : Capt. Hugh 'Bulldog' Drummond
- 1935 : Le Conquérant des Indes (Clive of India) de Richard Boleslawski : Baron Robert Clive
- 1935 : L'Homme qui fait sauter la banque (The Man Who Broke the Bank at Monte Carlo) de Stephen Roberts : Paul Gaillard
- 1935 : Le Marquis de Saint-Évremont (A Tale of Two Cities) de John Cromwell : Sydney Carton
- 1936 : Sous deux drapeaux (Under two flags) de Frank Lloyd : Sergent Victor
- 1937 : Les Horizons perdus (Lost Horizon) de Frank Capra : Robert 'Bob' Conway
- 1937 : Le Prisonnier de Zenda (The Prisoner of Zenda) de John Cromwell : Major Rudolf Rassendyll / Roi Rudolf V
- 1938 : Le Roi des gueux (If I Were King) de Frank Lloyd : François Villon
- 1939 : La Lumière qui s'éteint (The Light That Failed) de William A. Wellman : Dick Heldar
- 1940 : Double Chance (Lucky Partners) de Lewis Milestone : David Grant
- 1941 : My Life with Caroline de Lewis Milestone : Anthony Mason
- 1942 : La Justice des hommes (The Talk of the Town) de George Stevens : Professeur Michael Lightcap
- 1942 : Prisonniers du passé (Random Harvest) de Mervyn LeRoy : Charles Rainier
- 1944 : Kismet de William Dieterle : Hafiz
- 1947 : Un mariage à Boston (The Late George Apley) de Joseph L. Mankiewicz : George Apley
- 1947 : Othello (A Double Life) de George Cukor : Anthony John
- 1950 : Champagne for Caesar (en) de Richard Whorf : Beauregard Bottomley
- 1954 : The Halls of Ivy (en) (série) : Dr. William Todhunter Hall
- 1954 : L'Agenda de Donald (Donald's Diary) de Jack Kinney : monologue de Donald /Narrateur
- 1956 : Le Tour du monde en quatre-vingts jours (Around the World in Eighty Days) de Michael Anderson : Un fonctionnaire des Chemins de fer
- 1957 : L'Histoire de l'humanité (The story of Mankind) de Irwin Allen : L'esprit de l'homme

## Distinctions

### Récompenses
- Oscar du meilleur acteur en 1947 pour le rôle d'Anthony John dans Othello (A Double Life) de George Cukor

### Nominations
Pour l'Oscar du meilleur acteur :
- 1930 : Condamné (Condemned!)
- 1930 : Bulldog Drummond
- 1943 : Prisonniers du passé (Random Harvest)